# 스타워즈: 클론 전쟁의 에피소드 목록
《스타 워즈: 클론 전쟁》 (Star Wars: The Clone Wars) 은 루커스 필름의 자회사인 루커스 애니메이션과 루커스 애니메이션 싱가포르가 대만 외주제작사 CGCG의 도움을 받아 제작된 3D 애니메이션 시리즈로, 《클론의 습격》 과 《시스의 복수》 사이인 BBY (야빈 전투 이전) 21~19년 사이의 이야기를 다뤘다. 총 121개 에피소드가 방영되었다. 1:2.35 비율의 와이드 스크린 22분 분량으로 제작되었으나, 실제 방영시에는 (영국의 스카이 무비 프리미어 방영은 제외) 16:9 비율로 중간광고 포함 30분간 방영되었다.

## 시즌 개요
클론 전쟁은 2008년 8월 15일에 개봉한 극장판에 이어 2008년 10월 3일 미국 카툰 네트워크에서 첫 방송 되었으며, 이후 6년간 5개 시즌 108개 에피소드를 방영하였다. 이후 마지막 시즌인 시즌 6의 13개 에피소드는 디즈니와의 방영권등의 문제로 인해 넷플릭스라는 업체를 통해 VOD 서비스로 제공되었다.

국내의 경우 카툰 네트워크 코리아에서 2009년 2월 13일 첫 방송이 나간 뒤 시즌 3 20화까지 한국어 더빙 및 원어 음성다중으로 방영되었다. 시즌 1은 EBS에서 HD로 방영되기도 했다. (참고로, 카툰 네트워크 코리아의 시즌 1 자막판 초연은 2009년 7월 20일, EBS의 HD 더빙판 초연은 2009년 8월 24일 이었다.)

아래의 시즌 초연/종료일은 원칙적으로는 각각 미국과 한국의 카툰 네트워크 최초 방영일이나, 카툰 네트워크가 아닌 다른 방송사를 통해 세계 최초 공개된 에피소드의 경우 (시즌 2 15-21화, 시즌 5와 6 전체 등) 해당 날자와 지역을 명시했다. 또한 블루레이와 DVD 출시일 항목에서 표시된 지역코드는 DVD 코드 기준이며, 블루레이 지역 코드와는 무관하다. 단, 아래에 언급된 시즌 1의 지역코드 3 출시일은 홍콩에서의 DVD 출시일이며, 한국어 자막이 포함된 DVD 나 블루레이의 출시 사례 및 출시가 예정된 사항은 없다.
| 시즌 | 시즌 | 에피소드 | 방영일                                   | 방영일                                                       | 블루레이와 DVD 출시일 | 블루레이와 DVD 출시일 | 블루레이와 DVD 출시일 | 블루레이와 DVD 출시일 |
| 시즌 | 시즌 | 에피소드 | 시즌 초연일                              | 시즌 종료일                                                  | 지역코드 1            | 지역코드 2            | 지역코드 3            | 지역코드 4            |
| ---- | ---- | -------- | ---------------------------------------- | ------------------------------------------------------------ | --------------------- | --------------------- | --------------------- | --------------------- |
|      | 1    | 22       | 2008.10.03. (미국) 2009.02.13. (한국)    | 2009.03.20. (미국) 2009.04.24. (한국)                        | 2009.11.03.           | 2009.11.16.           | 2010.02.11.           | 2009.11.16.           |
|      | 2    | 22       | 2009.10.02. (미국) 2010.08.02. (한국)    | 2010.04.30. (미국) 2010.10.12. (한국)                        | 2010.10.26.           | 2010.10.25.           | -                     | 2010.11.10.           |
|      | 3    | 22       | 2010.09.17. (미국) 2011.07.30. (한국) .  | 2011.03.26. (영국) 2011.10.02. (한국) (한국은 20화까지 방영) | 2011.10.18.           | 2011.10.17.           | -                     | 2011.10.26.           |
|      | 4    | 22       | 2011.09.16. (미국) 방영계획없음 (한국)   | 2012.03.16. (미국) 방영계획없음 (한국)                       | 2012.10.23.           | 2012.10.23.           | -                     | 2012.10.31.           |
|      | 5    | 20       | 2012.09.28. (캐나다) 방영계획없음 (한국) | 2013.03.02. (미국) 방영계획없음 (한국)                       | 2013.10.15.           | 2013.10.14.           | -                     | 2013.10.30.           |
|      | 6    | 13       | 2014.02.15. (독일) 2019.01.14. (한국)    | 2014.03.07. (미국) 방영계획없음 (한국)                       | 2014.11.11.           | 발매일 미정           | -                     | 발매일 미정           |

## 에피소드 리스트
```
일러두기

- 한국어 에피소드 제목의 경우, 시즌 1은 카툰 네트워크 코리아와 EBS 방영시 사용된 
공식 제목
, 시즌 2-5는 
임의로 번역된 제목
이다.
- 에피소드 도입부의 교훈 문구의 경우, 이텔릭체로 굵게 표시하였으며, 자료 부족으로 임의로 번역한 경우는 번역명에 따로 '
*'
 표기를 하였다.

  (이외의 문장들은 
한국어판 공식 번역
)
- 하나의 스토리를 이루는 에피소드는 
연작
으로 묶어 표기하였다. 연작의 명칭은 임의로 지정하였다.
- 공식 발표된 연대기 순서에 따라 전체 121개 에피소드 번호를 재구성하였다.
```

### 시즌 1: 은하계의 분열 A Galaxy Divided (2008–2009)
시즌 1은 《클론 전쟁: 디코디드》 라는 비디오 코멘터리를 2009년 5월 1일부터 방영한 바 있으나, 영국과 미국을 제외하고는 방송되지 못하였으며 시청률 또한 좋지 않았다. 한편, 한국에서 시즌 1은 유일하게 HD 방영 및 자막 방영이 이루어졌던 시즌이기도 하다. EBS HD 방영시 16화 '숨어있는 적' 은 17-18화 '블루 섀도우 바이러스' 연작과 순서를 바꾸어 18화 로 편성 방영되었다.
| №  | #  | 에피소드 제목                                                               | 감독 | 각본                                  | 최초 방영일   | 최초 방영일 | 제작 코드 |
| №  | #  | 에피소드 제목                                                               | 감독 | 각본                                  | 월드 프리미어 | 한국 방영   | 제작 코드 |
| -- | -- | --------------------------------------------------------------------------- | --- | ------------------------------------- | ------------- | ----------- | --------- |
| 5  | 1  | Ambush (매복)                                                               | 데이브 불럭 | 스티븐 멜칭                           | 2008.10.3.    | 2009.2.13.  | 1.08      |
| 5  | 1  | Ambush (매복)                                                               | 위대한 지도자는 사람들을 위대한 길로 이끈다 요다가 토이다리아의 카툰코 왕과 공화국 가입 논의를 위한 협상을 벌이러 가는 동안 아사즈 벤트리스와 분리주의자 군대의 공격을 받는다. |                                       |               |             |           |
| 6  | 2  | 멜러볼런스 연작 Rising Malevolence (악의 세력의 반란)                       | 데이브 필로니 | 스티븐 멜칭                           | 2008.10.3.    | 2009.2.13.  | 1.07      |
| 6  | 2  | 멜러볼런스 연작 Rising Malevolence (악의 세력의 반란)                       | 믿음은 선택이 아닌 신념이다 분리주의자들은 새로운 비밀병기인 함선 맬러볼런스를 개발하였고, 이를 알아낸 플로 쿤은 곧장 군대를 이끌고 추격에 나서지만 이내 격파당한다. 연락이 끊기자 아나킨과 아소카가 이들을 찾아나선다.                                                                                       |                                       |               |             |           |
| 7  | 3  | 멜러볼런스 연작 Shadow of Malevolence (멜러볼런스호의 어둠)                 | 브라이언 캘린 오코널 | 스티븐 멜칭                           | 2008.10.10.   | 2009.2.20.  | 1.09      |
| 7  | 3  | 멜러볼런스 연작 Shadow of Malevolence (멜러볼런스호의 어둠)                 | 겸손한 자의 여유가 지혜를 불러온다 아소카와 플로 쿤의 도움으로 아나킨은 맬러볼런스 호에 장착된 이온캐논을 박살내고 배를 반파시킨다. |                                       |               |             |           |
| 8  | 4  | 멜러볼런스 연작 Destroy Malevolence (멜러볼런스호 파괴작전)                 | 브라이언 캘린 오코널 | 팀 번스                               | 2008.10.17.   | 2009.2.20.  | 1.11      |
| 8  | 4  | 멜러볼런스 연작 Destroy Malevolence (멜러볼런스호 파괴작전)                 | 계획은 통찰력을 가진 사람만이 세울 수 있다 반파된 맬러볼런스 호가 공화국에 쫓기는 동안, 두쿠 백작과 그리버스 장군은 함정을 꾸며 공화국의 손아귀에서 벗어나고자 한다. |                                       |               |             |           |
| 9  | 5  | Rookies (신병)                                                              | 저스틴 리지 | 스티븐 멜칭                           | 2008.10.24.   | 2009.2.27.  | 1.14      |
| 9  | 5  | Rookies (신병)                                                              | 최고의 자신감은 경험에서 나온다 카미노로 가는 길목에 위치한 리쉬 전초기지에 있던 신병들로 이뤄진 도미노 스쿼드는 어느날 분리주의군의 공격을 받고, 이들은 때마침 도착한 렉스, 코디와 함께 공화국 본대에 위험을 알리기 위해 분투한다.                                                                           |                                       |               |             |           |
| 10 | 6  | R2-D2 연작 Downfall of a Droid (알투의 실종)                                | 롭 콜먼 | 조지 커스틱                           | 2008.11.7.    | 2009.2.27.  | 1.02      |
| 10 | 6  | R2-D2 연작 Downfall of a Droid (알투의 실종)                                | 친구들을 믿어라, 그러면 친구들도 당신을 믿을 것이다 아나킨은 작전중 R2를 잃어버리게 되고, 아나킨과 아소카는 R3-R6를 데리고 공화국의 중요한 데이터가 담긴 R2를 찾아 나선다. |                                       |               |             |           |
| 11 | 7  | R2-D2 연작 Duel of the Droids (알투와 알쓰리의 격돌)                        | 롭 콜먼 | 케빈 캠벨, 헨리 길로이                | 2008.11.14.   | 2009.3.6.   | 1.06      |
| 11 | 7  | R2-D2 연작 Duel of the Droids (알투와 알쓰리의 격돌)                        | 재지 말고 따뜻한 가슴으로 친구를 감싸 안아라 아나킨과 아소카는 R2의 기지로 그리버스의 감청시설에서 R2를 찾아내게 되고, 이에 감청시설의 파괴와 함께 R2를 되찾기 위한 작전에 나선다. |                                       |               |             |           |
| 12 | 8  | 누트 건레이 연작 Bombad Jedi (봄바드 제다이)                                | Jesse Yeh | 케빈 루비오, 스티븐 멜칭, 헨리 길로이 | 2008.11.21.   | 2009.3.6.   | 1.05      |
| 12 | 8  | 누트 건레이 연작 Bombad Jedi (봄바드 제다이)                                | 시대가 영웅을 만든다 파드메는 자자 빙크스와 C-3PO를 데리고 로디아의 오노 의원을 찾아가 협상을 벌이지만, 이는 이미 로디아를 장악한 분리주의 군의 함정이었다. 파드메가 잡히자 자자 빙크스는 파드메를 구하기 위한 코믹한 작전에 돌입한다.                                                                        |                                       |               |             |           |
| 13 | 9  | 누트 건레이 연작 Cloak of Darkness (어둠의 가면)                            | 데이브 필로니 | 폴 디니                               | 2008.12.5.    | 2009.3.13.  | 1.10      |
| 13 | 9  | 누트 건레이 연작 Cloak of Darkness (어둠의 가면)                            | 직감을 무시하는건 위험을 무릅쓰는 일이다 로디아에서 생포한 누트 건레이 무역연합 총독을 은하계 법정으로 끌고가기 위해 아소카와 루미나라 언들리, 그리고 공화국 의회 특공대가 투입되었다. 하지만, 이들의 함선으로 분리주의자들이 공격해 오면서 상황은 급박하게 돌아가기 시작한다.                                |                                       |               |             |           |
| 14 | 10 | 누트 건레이 연작 Lair of Grievous (그리버스의 은신처)                       | 다케우치 아쓰시 | 헨리 길로이                           | 2008.12.12.   | 2009.3.13.  | 1.12      |
| 14 | 10 | 누트 건레이 연작 Lair of Grievous (그리버스의 은신처)                       | 자신의 힘을 제어하는 자가 가장 강한 사람이다 도망친 건레이의 추적신호가 발신되는 곳으로 킷 피스토와 그의 옛 제자 나다르 베브가 출동하였으나, 그곳에는 그리버스를 죽이기 위한 함정을 파놓은 두쿠 백작의 홀로그램만이 존재할 뿐이었다.                                                                          |                                       |               |             |           |
| 15 | 11 | 혼도 오나카 연작 Dooku Captured (인질이 된 두쿠)                            | Jesse Yeh | 줄리 시지                             | 2009.1.2.     | 2009.3.20.  | 1.16      |
| 15 | 11 | 혼도 오나카 연작 Dooku Captured (인질이 된 두쿠)                            | 평화로 가는 길은 아무리 험난해도 도전할 가치가 있다 아나킨과 오비완은 두쿠 백작을 생포하기 위해 잠입하고, 홀로 도망친 두쿠는 외딴 행성에 추락해 그곳에 착륙해 있던 해적들에게 붙잡히게 된다. |                                       |               |             |           |
| 16 | 12 | 혼도 오나카 연작 The Gungan General (건간족 장군, 자자 빙크스)              | 저스틴 리지 | 줄리 시지                             | 2009.1.9.     | 2009.3.20.  | 1.20      |
| 16 | 12 | 혼도 오나카 연작 The Gungan General (건간족 장군, 자자 빙크스)              | 제대로 지는 것이 억지로 이기는것 보다 낫다 아나킨과 오비완 역시 해적들에게 배신당한 채 붙잡히게 되고, 두쿠와 두 제다이는 해적들의 손에서 탈출하기 위해 발버둥친다. 공화국 역시 자자를 보내 제다이 구출에 나선다.                                                                                              |                                       |               |             |           |
| 17 | 13 | 마리둔 연작 Jedi Crash (위기에 빠진 제다이)                                 | 롭 콜먼 | 케이트 루커스                         | 2009.1.16.    | 2009.3.27.  | 1.22      |
| 17 | 13 | 마리둔 연작 Jedi Crash (위기에 빠진 제다이)                                 | 탐욕과 패배에 대한 두려움은 악의 나무로 자라나는 뿌리가 된다 아일라 세큐라와 아소카, 렉스, 그리고 아나킨은 작전중 하이퍼드라이브 고장으로 외딴 행성 마리둔에 불시착하게 되고, 아일라와 아소카는 이 과정에서 부상한 아나킨을 위해 중립지역으로 약을 구하러 간다.                                               |                                       |               |             |           |
| 18 | 14 | 마리둔 연작 Defenders of Peace (평화 수호자들)                              | 스튜어드 리 | 빌 캔터베리                           | 2009.1.23.    | 2009.3.27.  | 1.24      |
| 18 | 14 | 마리둔 연작 Defenders of Peace (평화 수호자들)                              | 전쟁중에 중립이란 있을 수 없다 드로이드 군대가 신무기를 테스트 하여 행성을 불바다로 만드려고 내려온 곳은... 바로 아나킨과 에일라가 머물던 그 마을이었다. |                                       |               |             |           |
| 19 | 15 | Trespass (불법침입)                                                         | 브라이언 캘린 오코널 | 스티븐 멜칭                           | 2009.1.30.    | 2009.4.3.   | 1.25      |
| 19 | 15 | Trespass (불법침입)                                                         | 교민은 지혜를 좀먹는다 아나킨과 오비완은 연락이 끊긴 올토 플루토니아의 공화국 전초기지를 조사하다 원주민의 공격 흔적을 발견하게 되고, 그들은 이들을 찾아 나선다. |                                       |               |             |           |
| 2  | 16 | The Hidden Enemy (숨어있는 적)                                              | 스튜어드 리 | 드루 Z. 그린버그                      | 2009.2.6.     | 2009.4.3.   | 2.01      |
| 2  | 16 | The Hidden Enemy (숨어있는 적)                                              | 진실이 가르쳐 주는 것은 많다. 하지만 항상 즐거운 것은 아니다 크리스톱시스에서의 전세 반전을 노리는 공화국군이 특별 작전을 펼치지만, 분리주의군에 의해 격파당하게 된다. 이 사건을 조사하던중, 이 사태의 뒤에는 아사즈 벤트리스와 그의 사주를 받은 배신자 클론이 있다는 것을 밝혀내고 이들을 추격하기 시작한다. |                                       |               |             |           |
| 20 | 17 | 블루 섀도 바이러스 연작 Blue Shadow Virus (블루 섀도 바이러스)              | 잔카를로 볼페 | 크레이그 티틀리                       | 2009.2.13.    | 2009.4.10.  | 1.26      |
| 20 | 17 | 블루 섀도 바이러스 연작 Blue Shadow Virus (블루 섀도 바이러스)              | 희망만이 두려움을 물리칠 수 있다 나부 행성의 동물들이 자꾸 죽어나가자 나부 여왕은 제다이 평의회에 진상 조사를 요청하게 되고, 그 결과 누보 빈디 박사가 지하에서 '블루 섀도 바이러스'를 만들고 있다는 사실을 알아낸다.                                                                                          |                                       |               |             |           |
| 21 | 18 | 블루 섀도 바이러스 연작 Mystery of a Thousand Moons (천 개 위성의 미스터리) | Jesse Yeh | 브라이언 라슨                         | 2009.2.13.    | 2009.4.10.  | 2.02      |
| 21 | 18 | 블루 섀도 바이러스 연작 Mystery of a Thousand Moons (천 개 위성의 미스터리) | 단 한번의 기회에 모든 것을 건다 누보 빈디 박사는 생포하였으나 블루 섀도 바이러스가 지하 실험실 안으로 퍼지게 된다. 이를 막기 위해 아소카와 파드메, 그리고 렉스가 실험실 안에서 분투하고, 오비완과 아나킨은 급히 해독제를 찾으러 이에고 행성을 찾는다.                                                         |                                       |               |             |           |
| 22 | 19 | 라이로스 연작 Storm over Ryloth (라이로스 행성에 몰아친 광풍)               | 브라이언 캘린 오코널 | 조지 커스틱, 스콧 머피, 헨리 길로이   | 2009.2.27.    | 2009.4.17.  | 1.15      |
| 22 | 19 | 라이로스 연작 Storm over Ryloth (라이로스 행성에 몰아친 광풍)               | 위대한 경지에 도달하는 것은 험난한 여정이다 라일로스가 분리주의자의 손아귀에 들어가자, 아나킨과 아소카가 라일로스 공중 봉쇄를 풀기위해 출격한다. |                                       |               |             |           |
| 23 | 20 | 라이로스 연작 Innocents of Ryloth (라이로스의 무고한 백성들)                | 저스틴 리지 | 랜디 스트래들리, 헨리 길로이          | 2009.3.6.     | 2009.4.17.  | 1.17      |
| 23 | 20 | 라이로스 연작 Innocents of Ryloth (라이로스의 무고한 백성들)                | 전쟁으로 인한 손실은 헤아리는 것이 불가능하다 공중 봉쇄를 뚫는데 성공한 공화국 군은 오비완의 지휘로 행성 남반구 나밧 시에 갖힌 트웰렉 포로들을 풀어주고 공화국 전초기지 확보를 위한 작전에 돌입한다. |                                       |               |             |           |
| 24 | 21 | 라이로스 연작 Liberty on Ryloth (라이로스의 해방)                           | 롭 콜먼 | 헨리 길로이                           | 2009.3.13.    | 2009.4.24.  | 1.19      |
| 24 | 21 | 라이로스 연작 Liberty on Ryloth (라이로스의 해방)                           | 양보는 우아한 미덕이지 나약함을 드러내는 것이 아니다 전초기지를 마련한 공화국군은 윈두의 지휘 아래 수도 라수로 향하고, 이 과정에서 윈두는 지역 반란군의 도움을 청하고자 반란군 은거지를 찾는다. |                                       |               |             |           |
| 51 | 22 | Hostage Crisis (위험한 인질극)                                              | 잔카를로 볼페 | Eoghan Mahony                         | 2009.3.20.    | 2009.4.24.  | 2.04      |
| 51 | 22 | Hostage Crisis (위험한 인질극)                                              | 비밀을 나누면 믿음이 두터워진다 바운티 헌터인 케드 베인과 그의 일당은 지로 더 헛을 석방시키기 위해 의회 건물과 의원들을 장악하여 위험한 게임을 벌인다. |                                       |               |             |           |

### 시즌 2: 바운티 헌터의 부흥 Rise of the Bounty Hunters (2009–2010)
미국 카툰네트워크에서는 15화부터 21화까지 캐나다/영국 최초 방영일보다 6일 늦게 방영되었다. 한국에서는 이번 시즌부터 오리지널 음성이 음성다중으로 함께 송출되기 시작하였다.
| №  | #  | 에피소드 제목                                                      | 감독 | 각본                            | 최초 방영일         | 최초 방영일 | 제작 코드 |
| №  | #  | 에피소드 제목                                                      | 감독 | 각본                            | 월드 프리미어       | 한국 방영   | 제작 코드 |
| -- | -- | ------------------------------------------------------------------ | --- | ------------------------------- | ------------------- | ----------- | --------- |
| 25 | 1  | 홀로크론 연작 Holocron Heist (홀로크론 절도)                       | 저스틴 리지 | 폴 디니, 스콧 머피, 헨리 길로이 | 2009.10.2.          | 2010.8.2.   | 1.23      |
| 25 | 1  | 홀로크론 연작 Holocron Heist (홀로크론 절도)                       | 대가없이 얻는 교훈이란 없다 오비완과 아나킨, 그리고 아소카는 홀로크론 절도를 꿈꾸는 케드 베인의 계획을 막기 위해 고분 분투한다. |                                 |                     |             |           |
| 26 | 2  | 홀로크론 연작 Cargo of Doom (운명의 수송선)                        | 롭 콜먼 | 조지 커스틱                     | 2009.10.2.          | 2010.8.3.   | 1.13      |
| 26 | 2  | 홀로크론 연작 Cargo of Doom (운명의 수송선)                        | 지나친 자신감은 가장 위험한 형태의 경솔함이다 케드 베인은 홀로크론과 함께 사라졌다고 생각했으나, 방심한 틈을 타 도망쳐 버리고, 마스터 볼라 로팔로부터 홀로크론에 담길 내용이 담긴 수정 크리스탈까지 확보하게 되면서 상황은 더욱 악화된다.                     |                                 |                     |             |           |
| 27 | 3  | 홀로크론 연작 Children of the Force (포스의 아이들)                | 브라이언 캘린 오코널 | 헨리 길로이, Wendy Meracle      | 2009.10.9.          | 2010.8.9.   | 2.03      |
| 27 | 3  | 홀로크론 연작 Children of the Force (포스의 아이들)                | 실수를 바로잡는 첫 단계는 인내심이다 케드 베인은 홀로크론의 내용을 토대로 포스 센서티브 아이들을 잡아들이기 시작하고, 이에 아나킨과 아소카는 홀로크론을 되찾고, 윈두와 오비완은 아이들을 되찾아야 하는 막중한 임무를 띄고 떠난다.                             |                                 |                     |             |           |
| 31 | 4  | 지오노시스 연작 Senate Spy (스파이 의원)                           | 스튜어드 리 | Melinda Hsu Taylor              | 2009.10.16.         | 2010.8.10.  | 2.05      |
| 31 | 4  | 지오노시스 연작 Senate Spy (스파이 의원)                           | 진실한 마음은 언제나 통한다 제다이들은 금융조합 의원 러쉬 클로비스가 분리주의자들과 음모를 꾸미고 있다고 보고, 그의 옛 여친이었던 파드메를 잠입 임무에 투입시킨다.                                                                                            |                                 |                     |             |           |
| 32 | 5  | 지오노시스 연작 Landing at Point Rain (레인 집결지로의 착륙)       | 브라이언 캘린 오코널 | 브라이언 라슨                   | 2009.11.6.          | 2010.8.16.  | 2.07      |
| 32 | 5  | 지오노시스 연작 Landing at Point Rain (레인 집결지로의 착륙)       | 니 자신을 믿지 않으면 아무도 너를 안믿는다 러쉬 클로비스로부터 빼낸 정보에 따라, 공화국은 지오노시스에 마련된 드로이드 공장을 파괴시키기 위한 대대적인 작전에 돌입한다.                                                                                       |                                 |                     |             |           |
| 33 | 6  | 지오노시스 연작 Weapons Factory (무기 공장)                        | 잔카를로 볼페 | 브라이언 라슨                   | 2009.11.13.         | 2010.8.17.  | 2.08      |
| 33 | 6  | 지오노시스 연작 Weapons Factory (무기 공장)                        | 믿음보다 소중한 선물은 없다 집결 도중의 심한 부상으로 오비완과 키 아디 문디가 전선에서 물너난 뒤, 루미나라가 자신의 제자 베리스와 함께 공장 공격을 위해 나서고, 베리스와 아소카는 공장 내부에 폭탄을 장치하기 위한 잠입작전에 함께하게 된다.                  |                                 |                     |             |           |
| 34 | 7  | 지오노시스 연작 Legacy of Terror (공포의 유산)                     | 스튜어드 리 | Eoghan Mahony                   | 2009.11.20.         | 2010.8.23.  | 2.09      |
| 34 | 7  | 지오노시스 연작 Legacy of Terror (공포의 유산)                     | 가끔은 도움을 받는 것이 주는 것보다 어렵다 공장은 무너졌지만, 분리주의자 포글 더 레서는 도망 가 버렸다. 이에 루미나라 언들리는 모래폭풍을 뚫고 무리하게 포글을 찾으러 떠나지만 곧 실종되고, 이에 오비완과 아나킨이 그녀를 찾아 나선다.                        |                                 |                     |             |           |
| 35 | 8  | 지오노시스 연작 Brain Invaders (두뇌 침입자들)                     | 스튜어드 리 | 앤드루 케리스버그               | 2009.12.4.          | 2010.8.24.  | 2.12      |
| 35 | 8  | 지오노시스 연작 Brain Invaders (두뇌 침입자들)                     | 애착은 연민이 아니다 포글 더 레서를 코루스칸트로 압송하려던 지오노시스 작전팀은 단투인의 윈두로부터 물품보급 요청을 받고는 팀을 나누어 아소카와 베리스를 물품 보급임무에 투입한다. 하지만, 그 배에는 이미 지오노시스 감염충에 감염된 클론이 함께 타고 있었다. |                                 |                     |             |           |
| 36 | 9  | 살루카마이 연작 Grievous Intrigue (그리버스의 음모)                | 잔카를로 볼페 | 벤 에들런드                     | 2010.1.1.           | 2010.8.30.  | 2.14      |
| 36 | 9  | 살루카마이 연작 Grievous Intrigue (그리버스의 음모)                | 모든것을 얻으려면 무엇인가는 잃는다 제다이 마스터 이스 코스가 그리버스에 의해 붙잡히자, 아나킨과 오비완, 그리고 아디 길리아는 그를 구하기 위해 그리버스를 뒤쫓는다.                                                                                           |                                 |                     |             |           |
| 37 | 10 | 살루카마이 연작 The Deserter (탈영병)                              | Robert Dalva | 칼 엘즈워스                     | 2010.1.1.           | 2010.8.31.  | 2.06      |
| 37 | 10 | 살루카마이 연작 The Deserter (탈영병)                              | 명예로운 임무가 명예로운 사람을 만든다 그리버스는 살루카마이 행성으로 도망치고, 오비완은 렉스와 코디를 각각 수색대로 파견한다. 하지만 렉스는 수색 도중 드로이드에 의해 사고를 당하고, 그를 치료해준 클론 탈영병 컷업을 만나게 된다.                           |                                 |                     |             |           |
| 38 | 11 | Lightsaber Lost (라이트세이버, 잃어버리다)                         | 잔카를로 볼페 | 드루 Z. 그린버그                | 2010.1.22.          | 2010.9.6.   | 2.11      |
| 38 | 11 | Lightsaber Lost (라이트세이버, 잃어버리다)                         | 쉽다고 항상 간단한건 아니다 아소카는 마스터와의 범죄자 소탕작전에서 라이트세이버를 잃어버리고, 그녀는 스승 몰래 원로 제다이 테라 시누베의 도움을 받아 라이트세이버 도둑을 찾아나선다.                                                                         |                                 |                     |             |           |
| 39 | 12 | 데스 와치 제 1연작 The Mandalore Plot (데스와치의 계획)            | 카일 던레비 | Melinda Hsu                     | 2010.1.29.          | 2010.9.7.   | 2.13      |
| 39 | 12 | 데스 와치 제 1연작 The Mandalore Plot (데스와치의 계획)            | 과거를 무시하면 미래가 위험해진다 중립 행성인 만달로어에 과거 폭력주의 시절을 신봉하는 집단인 데스와치의 소행으로 보이는 테러가 자행되고, 이에 오비완이 새틴 공작의 보호와 진실규명을 위해 만달로어로 향한다.                                                 |                                 |                     |             |           |
| 40 | 13 | 데스 와치 제 1연작 Voyage of Temptation (유혹의 항해)              | 브라이언 캘린 오코널 | 폴 디니, 스콧 머피, 헨리 길로이 | 2010.2.5.           | 2010.9.13.  | 1.21      |
| 40 | 13 | 데스 와치 제 1연작 Voyage of Temptation (유혹의 항해)              | 과거에 울지말고, 미래를 두려워하지 마라 새틴이 의회에 데스와치에 대해 해명하기 위해 코루스칸트의 의회로 향하는 동안, 아나킨과 렉스는 창고에서 그녀를 죽이려 드는 킬러 드로이드들이 저장 되어 있음을 발견한다.                                                 |                                 |                     |             |           |
| 41 | 14 | 데스 와치 제 1연작 Duchess of Mandalore (만달로어의 공작)          | 브라이언 캘린 오코널 | 드루 Z. 그린버그                | 2010.2.12.          | 2010.9.14.  | 2.16      |
| 41 | 14 | 데스 와치 제 1연작 Duchess of Mandalore (만달로어의 공작)          | 전쟁에서는 믿음이 가장 먼저 사라진다 의회는 새틴의 말을 믿어주지 않고 만달로어에 군대를 파견하고자 한다. 설상가상, 바운티헌터들의 습격을 받는 과정에서 새틴은 범죄자로 몰려 수배당하게 되고, 이에 새틴은 오비완을 은밀히 불러 조언을 청한다.                  |                                 |                     |             |           |
| 55 | 15 | Senate Murders (의회의 암살자)                                     | 브라이언 캘린 오코널 | 드루 Z. 그린버그                | 2010.3.12. (캐나다) | 2009.9.20.  | 2.10      |
| 55 | 15 | Senate Murders (의회의 암살자)                                     | 진실을 추구하기는 쉽다. 하지만 진실을 받아들이는 것은 어렵다 군비증강 법안을 막아낸것을 축하하는 축하연장에서 오노 의원이 독살당하게 되자 그의 친구 파드메와 베일 오가나는 범인을 찾기위해 분투한다.                                                          |                                 |                     |             |           |
| 1  | 16 | Cat and Mouse (고양이와 쥐)                                        | 카일 던레비 | 브라이언 라슨                   | 2010.3.20. (영국)   | 2009.9.21.  | 2.17      |
| 1  | 16 | Cat and Mouse (고양이와 쥐)                                        | 현명한 지도자는 따라야 할 때를 안다 크리스톱시스에서의 공화국군 상황이 경각에 달리자 아나킨은 지원 물품을 실은 스텔스 신무기를 타고 행성 봉쇄를 뚫는 위험한 작전을 벌인다.                                                                                    |                                 |                     |             |           |
| 28 | 17 | Bounty Hunters (바운티 헌터들)                                     | 스튜어드 리 | 칼 엘즈워스                     | 2010.3.27. (영국)   | 2010.9.27.  | 2.19      |
| 28 | 17 | Bounty Hunters (바운티 헌터들)                                     | 용기는 영웅을 낳지만 믿음은 우정을 쌓는다 아나킨과 아소카, 오비완은 펠루시아에 불시착하고, 그곳에서 해적의 노략질에 고통을 받는 원주민들과 그들을 지켜주고있는 바운티 헌터 군단을 만나게 된다.                                                                |                                 |                     |             |           |
| 29 | 18 | 질로 비스트 연작 The Zillo Beast (질로 비스트)                     | 잔카를로 볼페 | 크레이그 티틀리                 | 2010.4.3. (영국)    | 2010.9.28.  | 2.22      |
| 29 | 18 | 질로 비스트 연작 The Zillo Beast (질로 비스트)                     | 쉬운것이 아닌, 올바른 것을 선택해야한다 * 공화국은 말레스테어의 분리주의자들을 몰아내는데 신무기인 '전자기 양성자탄' 을 사용한다. 비록 적들은 섬멸했지만, 폭발의 충격으로 지하에 갇혀있던 괴수 질로 비스트를 깨우게 된다.                                     |                                 |                     |             |           |
| 30 | 19 | 질로 비스트 연작 The Zillo Beast Strikes Back (질로 비스트의 역습) | 스튜어드 리 | 스티븐 멜칭                     | 2010.4.10. (영국)   | 2010.10.4.  | 2.23      |
| 30 | 19 | 질로 비스트 연작 The Zillo Beast Strikes Back (질로 비스트의 역습) | 가장 위험한 괴물은 자신 안에 있다 팔파틴의 명령에 따라 코루스칸트로 가져온 질로 비스트를 연구를 위해 죽이려고 하자, 이를 느낀 질로 비스트는 연구소를 박차고 나와 코루스칸트를 들쑤시고 다닌다.                                                                |                                 |                     |             |           |
| 42 | 20 | 보바 펫 연작 Death Trap (죽음의 덫)                                | 스튜어드 리 | 더그 피트리                     | 2010.4.17. (영국)   | 2010.10.5.  | 2.15      |
| 42 | 20 | 보바 펫 연작 Death Trap (죽음의 덫)                                | 누가 우리 아빠인지 보다는 아버지에 대한 기억이 더 중요하다 * 보바펫은 아버지를 죽인 윈두에게 복수하기 위해 윈두의 모함에 실습을 떠난 클론 생도로 위장해 들어간다.                                                                                             |                                 |                     |             |           |
| 43 | 21 | 보바 펫 연작 R2 Come Home (알투, 돌아오다)                         | 잔카를로 볼페 | Eoghan Mahony                   | 2010.4.24. (영국)   | 2010.10.11. | 2.18      |
| 43 | 21 | 보바 펫 연작 R2 Come Home (알투, 돌아오다)                         | 참된 우정은 역경속에서 알 수 있다 아나킨과 윈두는 파괴된 윈두의 모함 속의 생존자를 찾기 위해 나섰다 보바의 함정에 빠져 함선 내부에 꼼짝없이 갖히게 되고, 동행했던 R2가 이 사실을 알리기 위해 홀로 코루스칸트로 향한다.                                        |                                 |                     |             |           |
| 44 | 22 | 보바 펫 연작 Lethal Trackdown (위험한 추적)                        | 데이브 필로니 | 데이브 필로니                   | 2010.4.30.          | 2010.10.12. | 2.20      |
| 44 | 22 | 보바 펫 연작 Lethal Trackdown (위험한 추적)                        | 복수는 고통의 표현이다 구출된 아나킨과 윈두가 회복하는 동안, 보바를 보살펴 주고 있던 오라 씽으로부터 인질 살해에 대한 메시지를 전달 받은 평의회는 인질을 되찾고 보바 일당을 붙잡기 위해 플로 쿤과 아소카를 보내 일당을 쫓는다.                                |                                 |                     |             |           |

### 시즌 3: 드러나는 비밀 Secrets Revealed (2010–2011)
영국에서 선방영된 '트랜도샨 연작' 은 미국에서 2011년 4월 1일에 연속으로 방영되었다. 한국에서 방영된 마지막 시즌으로써, 한국에서는 20화 까지만 방영되었다.
| №  | #  | 에피소드 제목                                                            | 감독 | 각본                          | 최초 방영일       | 최초 방영일 | 제작 코드 |
| №  | #  | 에피소드 제목                                                            | 감독 | 각본                          | 월드 프리미어     | 한국 방영   | 제작 코드 |
| -- | -- | ------------------------------------------------------------------------ | --- | ----------------------------- | ----------------- | ----------- | --------- |
| 3  | 1  | 카미노 연작 Clone Cadets (클론 생도들)                                   | 데이브 필로니 | 캐머런 리트벡                 | 2010.9.17.        | 2011.7.30.  | 3.01      |
| 3  | 1  | 카미노 연작 Clone Cadets (클론 생도들)                                   | 전우란 자신의 형제와 같은 것이다 카미노의 클론 훈련소에서 매일 꼴찌만을 하던 도미노 스쿼드는 그들을 훈련하던 브릭과 엘-리스, 그리고 제다이 샤크 티의 도전을 받는다. |                               |                   |             |           |
| 48 | 2  | 카미노 연작 ARC Troopers (아크 트루퍼)                                   | 카일 던레비 | 캐머런 리트벡                 | 2010.9.17.        | 2011.7.31.  | 3.02      |
| 48 | 2  | 카미노 연작 ARC Troopers (아크 트루퍼)                                   | 전투에 이기기 위해선 기술이 필요하지만, 고향을 지키기 위해선 가슴이 필요하다 리쉬 초소에서 카미노로 돌아온 도미노 스쿼드는 아사즈 벤트리스와 그리버스 장군의 카미노 공격에 맞서 고향을 지키기 위해 노력한다.                                                                             |                               |                   |             |           |
| 4  | 3  | Supply Lines (보급책)                                                    | 브라이언 캘린 오코널 | 스티븐 멜칭, Eoghan Mahony    | 2010.9.24.        | 2011.8.6.   | 2.24      |
| 4  | 3  | Supply Lines (보급책)                                                    | 뜻이 있는 곳에 길이 있다 라일로스가 분리주의자들에게 점령당할 위기에 처하여 이를 막기 위해 마스터 다이가 싸우는 동안, 베일 오르가나와 자자 빙크스는 중립인 토이다리아 행성에 인도주의적 물자 지원을 요청하러 향한다.                                                                     |                               |                   |             |           |
| 49 | 4  | Sphere of Influence (세력 다툼)                                          | 카일 던레비 | 케이트 루커스, 스티븐 멜칭    | 2010.10.1.        | 2011.8.7.   | 2.25      |
| 49 | 4  | Sphere of Influence (세력 다툼)                                          | 아이들을 잃는 것은 희망을 잃는 것이다 파파노이다 남작이 새로이 다스리게 된 판토라가 무역연합에 의해 봉쇄되고, 남작의 가족들은 납치된다. 의원 리요 츄치는 아소카와 함께 남작의 가족을 되찾기 위해 협상하려 하지만, 그것은 무역연합의 함정이었다.                                          |                               |                   |             |           |
| 45 | 5  | 데스 와치 제 2연작 Corruption (부패)                                     | 잔카를로 볼페 | 캐머런 리트벡                 | 2010.10.8.        | 2011.8.13.  | 3.04      |
| 45 | 5  | 데스 와치 제 2연작 Corruption (부패)                                     | 희망의 도전은 부패를 이기는 힘이다 파드메는 새틴의 요청에 따라 외교임무를 띄고 공화국으로 향하지만, 그들 앞에 놓인 현실은 독극물을 이용한 아동 인질극이었다. |                               |                   |             |           |
| 46 | 6  | 데스 와치 제 2연작 The Academy (아카데미)                                | 잔카를로 볼페 | 캐머런 리트벡                 | 2010.10.15.       | 2011.8.14.  | 2.26      |
| 46 | 6  | 데스 와치 제 2연작 The Academy (아카데미)                                | 법을 집행하는 자의 의무는 법을 따르는 것이다 독극물 사건에 대한 진실을 밝히고자 아소카 타노가 극비리에 파견되고, 아소카는 아카데미에 소속된 새틴의 조카와 함께 진실을 추적한다. |                               |                   |             |           |
| 47 | 7  | Assassin (암살자)                                                        | 카일 던레비 | 케이트 루커스                 | 2010.10.22.       | 2011.8.20.  | 2.21      |
| 47 | 7  | Assassin (암살자)                                                        | 미래엔 많은 길이 있다. 선택은 현명해야 한다 얼데란에서 정치 행사가 예정되어있던 파드메의 목숨이 위협받는 상황을 담은 예지몽을 꾼 아소카는 그 일이 일어나지 않도록 막으려 애쓰지만, 계속 헛수고만 하게 되는데...                                                                          |                               |                   |             |           |
| 50 | 8  | 지로 더 헛 연작 Evil Plans (악의 계획)                                   | 브라이언 캘린 오코널 | 스티븐 멜칭, 크레이그 반 시클 | 2010.11.05.       | 2011.8.21.  | 3.03      |
| 50 | 8  | 지로 더 헛 연작 Evil Plans (악의 계획)                                   | 잘못된 계획은 실패하기 마련이다 파드메의 파티에 사용될 과일을 구해오기 위해 R2와 3PO가 길에 나서지만, 그 쇼핑의 와중에 두 드로이드는 지로 더 헛을 위한 의회 잠입작전을 계획하던 캐드 베인 일당에게 납치를 당한다.                                                                        |                               |                   |             |           |
| 52 | 9  | 지로 더 헛 연작 Hunt for Ziro (지로 더 헛 쫓기)                          | 스튜어드 리 | 스티븐 멜칭, 크레이그 반 시클 | 2010.11.12.       | 2011.8.27.  | 3.05      |
| 52 | 9  | 지로 더 헛 연작 Hunt for Ziro (지로 더 헛 쫓기)                          | 사랑엔 여러 형태와 크기가 있다 지로 더 헛은 헛족 평의회에 끌려가 감금되었지만, 이내 탈출한다. 케드 베인, 오비완과 퀸란 보스가 서로 다른 목적을 가지고 지로를 뒤쫓기 시작한다. |                               |                   |             |           |
| 53 | 10 | 군비증강 법안 연작 Heroes on Both Sides (양쪽 모두에 영웅들이 있었고...) | 카일 던레비 | 대니얼 아킨                   | 2010.11.19.       | 2011.8.28.  | 3.06      |
| 53 | 10 | 군비증강 법안 연작 Heroes on Both Sides (양쪽 모두에 영웅들이 있었고...) | 두려움은 가장 큰 동기다 군비증강을 막기 위해 파드메는 아소카의 도움을 받아 오랜 친구인 분리파 의원 미나 본테리를 몰래 찾아가 공화국과 분리주의 양측에서의 휴전 협상안을 관철시키기 위하여 노력한다. 하지만, 두쿠는 이 같은 흐름을 끊어놓기 위해 코루스칸트에 테러 공격을 시도한다.       |                               |                   |             |           |
| 54 | 11 | 군비증강 법안 연작 Pursuit of Peace (평화의 추구)                        | 드웨인 던햄 | 대니얼 아킨                   | 2010.12.3.        | 2011.9.3.   | 3.07      |
| 54 | 11 | 군비증강 법안 연작 Pursuit of Peace (평화의 추구)                        | 진실은 공포의 망령을 물리칠 수 있다 테러 공격에 충격을 받은 공화국 의회는 군비증강 법안을 일사천리로 처리하려 하고, 설상 가상으로 알 수 없는 세력에 의해 법안 처리 반대자들에 대한 린치가 가해지면서 파드메와 베일은 점점 입지를 잃어간다.                                               |                               |                   |             |           |
| 56 | 12 | 나이트시스터 제 1연작 Nightsisters (나이트시스터)                        | 잔카를로 볼페 | 케이트 루커스                 | 2011.1.7.         | 2011.9.4.   | 3.08      |
| 56 | 12 | 나이트시스터 제 1연작 Nightsisters (나이트시스터)                        | 복수는 파멸에 이르는 지름길이다 다스 시디어스는 두쿠의 암살자인 벤트리스를 제거하기를 명령하고, 이에 버려진 벤트리스는 자신의 고향인 다쏘미르를 찾아가 나이트시스터들과 두쿠에 대한 복수를 계획한다.                                                                                     |                               |                   |             |           |
| 57 | 13 | 나이트시스터 제 1연작 Monster (괴물)                                     | 카일 던레비 | 케이트 루커스                 | 2011.1.14.        | 2011.9.10.  | 3.10      |
| 57 | 13 | 나이트시스터 제 1연작 Monster (괴물)                                     | 악은 타고나는 것이 아니라 만들어지는 것이다 나이트 시스터들과 아사즈 벤트리스의 두쿠 습격이 실패하자, 탈진은 새바지 오프레스를 길들여 두쿠의 새 제자로 들여보낸다. |                               |                   |             |           |
| 58 | 14 | 나이트시스터 제 1연작 Witches of the Mist (안개 속의 마녀들)             | 잔카를로 볼페 | 케이트 루커스                 | 2011.1.21.        | 2011.9.11.  | 3.12      |
| 58 | 14 | 나이트시스터 제 1연작 Witches of the Mist (안개 속의 마녀들)             | 악을 통해 힘을 얻을 순 있어도 충성을 얻을 순 없다 새바지 오프레스는 두쿠의 제자가 되기 위한 시험으로 토이다리아의 카툰코 왕을 죽이는데 성공하지만, 탈진의 숨겨진 명령이었던 두쿠 제거에는 실패하게 된다. 이제 모두에게 배신당했다고 생각한 그는 피아 가릴 것 없이 미쳐 날뛴다.           |                               |                   |             |           |
| 59 | 15 | 모티스 연작 Overlords (포스의 지배자)                                    | 스튜어드 리 | 크리스천 테일러               | 2011.1.28.        | 2011.9.17.  | 3.09      |
| 59 | 15 | 모티스 연작 Overlords (포스의 지배자)                                    | 균형은 자신의 죄와 마주할 수 있을 때 얻어진다 오비완과 아나킨, 그리고 아소카는 미션 수행중 '모티스'라는 미스터리한 행성에 불시착하게 되고, 거기서 포스의 세 측면을 상징하는 세 사람을 만나게 된다.                                                                                       |                               |                   |             |           |
| 60 | 16 | 모티스 연작 Altar of Mortis (모티스의 제단)                              | 브라이언 캘린 오코널 | 크리스천 테일러               | 2011.2.4.         | 2011.9.18.  | 3.11      |
| 60 | 16 | 모티스 연작 Altar of Mortis (모티스의 제단)                              | 희망을 포기하는 건 삶을 포기하는 것이다 아나킨과 아소카, 그리고 오비완이 모티스에서 떠나려는 순간 '아들' 은 아소카를 잡아서 인질극을 벌이고, 아나킨은 그녀를 되찾기 위해 '아버지' 에게 도움을 청한다.                                                                                    |                               |                   |             |           |
| 61 | 17 | 모티스 연작 Ghosts of Mortis (모티스의 영혼)                             | 스튜어드 리 | 크리스천 테일러               | 2011.2.11.        | 2011.9.24.  | 3.13      |
| 61 | 17 | 모티스 연작 Ghosts of Mortis (모티스의 영혼)                             | 운명을 통제하려는 자는 결코 평화를 얻지 못한다 아소카를 되찾은 두 제다이는 모티스를 빠져나가기 위해 그들의 배를 수리하기 시작한다. 하지만, 균형이 깨진 포스의 미래를 걱정한 아나킨은 '아들' 을 쫓아가 담판을 짓고자 하고, '아들' 은 아나킨의 다스 베이더로써의 운명을 보여주며 괴롭힌다. |                               |                   |             |           |
| 62 | 18 | 시타델 연작 The Citadel (감옥 시타델)                                    | 카일 던레비 | Matt Michnovetz               | 2011.2.18.        | 2011.9.25.  | 3.14      |
| 62 | 18 | 시타델 연작 The Citadel (감옥 시타델)                                    | 적응은 생존의 열쇠다 하이퍼스페이스 단축로의 정보를 가진 이븐 피엘과 타킨 총독이 분리주의자들의 악명높은 감옥 '시타델'에 갇히자 아나킨과 오비완은 시타델 잠입작전에 돌입하고, 아소카는 플로 쿤의 묵인 아래 몰래 아나킨의 뒤를 따라 들어간다.                                             |                               |                   |             |           |
| 63 | 19 | 시타델 연작 Counterattack (역습)                                         | 브라이언 캘린 오코널 | Matt Michnovetz               | 2011.3.4.         | 2011.10.1.  | 3.15      |
| 63 | 19 | 시타델 연작 Counterattack (역습)                                         | 잘못된 일은 반드시 잘못되고야 만다 이븐 피엘과 타킨 총독을 모두 구하는데는 성공했지만, 이내 다시 시타델 관리자인 오시 소벡에 의해 뒤쫓기게 된다. 설상 가상으로 유일한 탈출선도 파괴되자, 오비완은 제다이 평의회에 지원을 요청한다.                                                       |                               |                   |             |           |
| 64 | 20 | 시타델 연작 Citadel Rescue (시타델 탈출작전)                             | 스튜어드 리 | Matt Michnovetz               | 2011.3.11.        | 2011.10.2.  | 3.17      |
| 64 | 20 | 시타델 연작 Citadel Rescue (시타델 탈출작전)                             | 명예 없는 승리는 공허할 뿐이다 탈출용 선박이 도달하는 동안, 탈출팀은 접선지까지 도달해야 하지만, 맹렬한 분리주의자들의 추격에 결국 이븐 피엘이 당하고 만다. |                               |                   |             |           |
| 65 | 21 | 트랜도샨 연작 Padawan Lost (파다완, 잃어버리다)                          | 데이브 필로니 | 보니 마크                     | 2011.3.19. (영국) | 미방영      | 3.16      |
| 65 | 21 | 트랜도샨 연작 Padawan Lost (파다완, 잃어버리다)                          | 겸손 없는 용기는 위험한 게임에 지나지 않는다 * 아소카는 펠루시아에서의 작전중 사냥 연습감을 찾던 트랜도샨에게 납치되어 끌려가고, 그곳에서 트랜도샨에게서 탈출한 파다완 세명을 만나게 된다.                                                                                               |                               |                   |             |           |
| 66 | 22 | 트랜도샨 연작 Wookiee Hunt (우키들의 사냥)                               | 데이브 필로니 | 보니 마크                     | 2011.3.26. (영국) | 미방영      | 3.18      |
| 66 | 22 | 트랜도샨 연작 Wookiee Hunt (우키들의 사냥)                               | 훌륭한 학생은 선생님이 바라는 대로 행하는 학생이다 * 아소카는 다른 파다완들과 함께 탈출을 시도하다 파다완 칼리파를 잃지만 탈출을 위해 또 다른 계획을 꾸민다. 이 계획을 감행하던 도중, 트랜도샨에게 잡혀온 우키 츄바카를 만나게 된다.                                                     |                               |                   |             |           |

### 시즌 4: 전선 Battle Lines (2011–2012)
| №  | #  | 에피소드 제목                                                 | 감독 | 각본                        | 최초 방영일   | 최초 방영일 | 제작 코드 |
| №  | #  | 에피소드 제목                                                 | 감독 | 각본                        | 월드 프리미어 | 한국 방영   | 제작 코드 |
| -- | -- | ------------------------------------------------------------- | --- | --------------------------- | ------------- | ----------- | --------- |
| 67 | 1  | 몬 칼라마리 연작 Water War (수중전)                           | 드웨인 던햄 | 호세 몰리나                 | 2011.9.16.    | 미방영      | 3.22      |
| 67 | 1  | 몬 칼라마리 연작 Water War (수중전)                           | 운명이 너를 부른다면, 선택의 여지는 없다 * 전략 요충지인 몬 칼라마리 행성에서 왕권을 놓고 벌어진 두 종족 간의 내전에 제다이와 분리주의자들이 개입하게 되고, 분리주의자들의 맹공에 제다이들은 왕위 계승자인 칼라마리 족 왕자 리-차르를 보호해야만 한다.                                                                                        |                             |               |             |           |
| 68 | 2  | 몬 칼라마리 연작 Gungan Attack (건간의 공격)                  | 브라이언 캘린 오코널 | 호세 몰리나                 | 2011.9.16.    | 미방영      | 3.23      |
| 68 | 2  | 몬 칼라마리 연작 Gungan Attack (건간의 공격)                  | 강력한 무기는 오직 고된 훈련으로만 만들어진다 * 몬 칼라마리 행성에서 공화국 군이 열세로 몰리자, 제다이들은 수륙양용 종족인 건간족에게 도움을 요청하고자 한다. |                             |               |             |           |
| 69 | 3  | 몬 칼라마리 연작 Prisoners (죄수들)                           | 대니 켈러 | 호세 몰리나                 | 2011.9.23.    | 미방영      | 3.24      |
| 69 | 3  | 몬 칼라마리 연작 Prisoners (죄수들)                           | 왕관을 물려받았다고 왕국을 통치할 수 있는 것은 아니다 * 건간족 마저 열세에 몰려 모두가 포로로 잡혀 간 사이, 아소카는 리-차르와 함께 전쟁을 끝낼 비밀 작전에 돌입한다. |                             |               |             |           |
| 70 | 4  | Shadow Warrior (그림자 전사)                                  | 브라이언 캘린 오코널 | 대니얼 아킨                 | 2011.9.30.    | 미방영      | 3.19      |
| 70 | 4  | Shadow Warrior (그림자 전사)                                  | 사람의 진심은 눈으로는 알 수 없다 * 건간족장 보스 라이로니를 현혹해 나부에 전쟁을 불러오고자 하는 건간 사제 리쉬 수를 막기위해 아나킨과 파드메, 그리고 자자 빙크스가 나선다. |                             |               |             |           |
| 71 | 5  | R2 & 3PO 연작 Mercy Mission (구호 임무)                       | 대니 켈러 | 보니 마크                   | 2011.10.7.    | 미방영      | 3.20      |
| 71 | 5  | R2 & 3PO 연작 Mercy Mission (구호 임무)                       | 진정한 이해란 내면의 진실을 존중하는 것이다 * 큰 지진이 난 알린 행성으로의 구호 임무에 통역을 위해 3PO와 R2가 동행하고, 이 두 드로이드들은 우연치 않게 알린 행성의 지진의 비밀에 다가가게 된다. |                             |               |             |           |
| 72 | 6  | R2 & 3PO 연작 Nomad Droids (떠돌이 드로이드)                  | 스튜어드 리 | 스티브 미셸, 크리그 반 시클 | 2011.10.14.   | 미방영      | 3.21      |
| 72 | 6  | R2 & 3PO 연작 Nomad Droids (떠돌이 드로이드)                  | 바보와 바보를 따르는 사람 중에 어느 사람이 더 바보스러울까? * R2와 3PO 콤비는 알린에서의 임무를 마치고 아디 길리아의 함선으로 귀환하지만, 이곳을 공격한 그리버스 때문에 함선을 탈출하게 되면서 또 다시 예기치 않은 모험을 하게 된다. |                             |               |             |           |
| 73 | 7  | 501군단 연작 Darkness on Umbara (엄바라 행성의 어둠)          | 스튜어드 리 | Matt Michnovetz             | 2011.10.28.   | 미방영      | 3.25      |
| 73 | 7  | 501군단 연작 Darkness on Umbara (엄바라 행성의 어둠)          | 충성을 향한 첫 번째 단계는 신뢰이다 * 엄바라에서의 위험한 임무에 투입된 아나킨은 제다이 평의회 지시에 따라 501군단을 두고 다른 임무에 투입된다. 501군단의 지휘권을 넘겨받은 제다이 퐁 크렐 장군은 501군단의 능력을 불신하여 렉스와 충돌한다.                                                                                                  |                             |               |             |           |
| 74 | 8  | 501군단 연작 The General (장군)                               | 월터 머치 | Matt Michnovetz             | 2011.11.4.    | 미방영      | 3.26      |
| 74 | 8  | 501군단 연작 The General (장군)                               | 무지로의 길은 공포에 의해 이끌려진다 * 크렐 장군은 렉스에게 철통 경비된 엄바라 공군기지에대한 공격 지시를 내린다. 오비완은 '자살행위'라고 말렸지만 장군은 듣지 않았고, 이에 렉스는 장군의 말을 어기지 않고 승리할 수 있는 창의적 아이디어를 계획 해 내야만 한다.                                                                              |                             |               |             |           |
| 75 | 9  | 501군단 연작 Plan of Dissent (독단적 계획)                    | 카일 던레비 | Matt Michnovetz             | 2011.11.11.   | 미방영      | 4.01      |
| 75 | 9  | 501군단 연작 Plan of Dissent (독단적 계획)                    | 무지한 사람들은 따를 뿐이지만, 현명한 사람은 이끈다 * 엄바라의 공군 기지를 접수한 크렐과 501 군단은 요새화된 수도로의 진격을 시작한다. 하지만, 501 군단의 몇몇 클론들은 동료들의 더 큰 희생을 막기 위해 장군의 말을 거역하고 승리를 위한 더 나은 비밀 작전에 돌입한다.                                                                        |                             |               |             |           |
| 76 | 10 | 501군단 연작 Carnage of Krell (크렐 장군의 대 학살)           | 카일 던레비 | Matt Michnovetz             | 2011.11.18.   | 미방영      | 4.02      |
| 76 | 10 | 501군단 연작 Carnage of Krell (크렐 장군의 대 학살)           | 우리의 행동 하나하나가 후대의 유산이 된다 * 크렐 장군을 의심하기 시작한 렉스는 반란의 위험을 무릅쓰고 크렐 장군에게 숨겨진 비밀을 캐내기 위해 비밀 작전에 돌입한다. |                             |               |             |           |
| 77 | 11 | 공화국의 노예들 연작 Kidnapped (납치 당하다)                  | 카일 던레비 | 헨리 길로이, 스티븐 멜칭    | 2011.11.25.   | 미방영      | 4.03      |
| 77 | 11 | 공화국의 노예들 연작 Kidnapped (납치 당하다)                  | 우리가 가는 길은 우리의 출신지를 반영한다 * 키로스 전체 인구의 미스터리한 실종에는 자이게리안 노예 상인들이 개입되어 있었다. 오비완이 그들의 대장과 마주하는 동안 아나킨과 아소카는 행성이 폭파되는 것을 막아야 한다. |                             |               |             |           |
| 78 | 12 | 공화국의 노예들 연작 Slaves of the Republic (공화국의 노예들) | 브라이언 캘린 오코널 | 헨리 길로이, 스티븐 멜칭    | 2011.12.2.    | 미방영      | 4.04      |
| 78 | 12 | 공화국의 노예들 연작 Slaves of the Republic (공화국의 노예들) | 다른 이들을 굴복시키기 위해선, 스스로 노예가 될 줄도 알아야 한다 * 노예가 되어버린 키로스 국민들을 찾기위해 아나킨과 오비완, 그리고 아소카가 노예와 노예 주인으로 가장하여 들어가지만 금세 신분이 노출되어 버리고, 결국 이들은 노예들의 위치를 알아내기 위해 복받치는 감정을 억누른 채 자이게리아 여왕의 노예가 되기로 자청한다.              |                             |               |             |           |
| 79 | 13 | 공화국의 노예들 연작 Escape from Kadavo (카다보에서의 탈출)   | 대니 캘러 | 헨리 길로이, 스티븐 멜칭    | 2012.1.6.     | 미방영      | 4.05      |
| 79 | 13 | 공화국의 노예들 연작 Escape from Kadavo (카다보에서의 탈출)   | 큰 희망은 작은 희생에서부터 비롯된다 * 카다보의 분리파 공장에 키로스 국민들을 가둬다 놓은 자이게리안 노예상들로부터 국민들을 해방시키기 위해 제다이 3인방과 렉스는 각자의 위치에서 분투한다. |                             |               |             |           |
| 80 | 14 | A Friend in Need (도움이 필요한 친구)                         | 데이브 필로니 | 크리스천 테일러             | 2012.1.13.    | 미방영      | 4.06      |
| 80 | 14 | A Friend in Need (도움이 필요한 친구)                         | 우정은 우리가 정말 누구인지를 드러낸다 * 분리파 의원이던 어머니 미나 본테리를 의문의 사고로 잃게 된 럭스 본테리는 두쿠의 만행을 밝히려 만달로어에서 열리던 분리파와 공화국 간의 평화회의에 난입하지만, 이내 끌려간다. 하지만, 그가 도움을 받기 위해 손잡고 있던 곳은 다름 아닌 데스와치였다.                                                  |                             |               |             |           |
| 81 | 15 | 의장 납치계획 연작 Deception (기만)                           | 카일 던레비 | 브렌트 프리드먼             | 2012.1.20.    | 미방영      | 4.07      |
| 81 | 15 | 의장 납치계획 연작 Deception (기만)                           | 모든 전쟁에는 기만이 전제되어 있다 * 의장 납치 계획이 진행 중임을 안 제다이 기사단은 오비완을 '라코 하딘'이라는 현상금 사냥꾼과 '페이스 오프' 시켜 주동자 모랄로 에발의 배후를 찾도록 한다. 공화국 감옥으로 투옥된 그는 모랄로 에발이 캐드 베인의 도움을 받아 탈주를 계획중임을 알아차리고, 공화국 감옥 탈주를 돕는 척 위장하여 한 배를 탄다. |                             |               |             |           |
| 82 | 16 | 의장 납치계획 연작 Friends and Enemies (친구와 적)            | 보스코 나그 | 브렌트 프리드먼             | 2012.1.27.    | 미방영      | 4.08      |
| 82 | 16 | 의장 납치계획 연작 Friends and Enemies (친구와 적)            | 친구들을 가까이 두고, 적들은 더 가까이 두어라 * 팔파틴 의장의 계략에 휘말려 아나킨과 아소카가 이를 뒤쫓게 되는 동안, 오비완은 현상금 사냥꾼으로 위장한 자신의 신분을 들키지 않고 수사를 계속하기 위해 친구와 적 사이에서 아슬아슬한 곡예를 한다.                                                                                              |                             |               |             |           |
| 83 | 17 | 의장 납치계획 연작 The Box (상자 속 바운티 헌터들)            | 카일 던레비 | 브렌트 프리드먼             | 2012.2.3.     | 미방영      | 4.09      |
| 83 | 17 | 의장 납치계획 연작 The Box (상자 속 바운티 헌터들)            | 강함은 생존의 열쇠이지만, 고귀함은 극복의 열쇠이다 * 모랄로 에발은 케드 베인과 오비완을 두쿠의 은거지로 데려가고, 두쿠는 이들과 다른 현상금 사냥꾼들을 모랄로 에발이 설계한 '상자' 안에 집어 넣고 생존경쟁을 유도한다. |                             |               |             |           |
| 84 | 18 | 의장 납치계획 연작 Crisis on Naboo (나부에 닥친 위기)         | 대니 캘러 | 브렌트 프리드먼             | 2012.2.10.    | 미방영      | 4.10      |
| 84 | 18 | 의장 납치계획 연작 Crisis on Naboo (나부에 닥친 위기)         | 가장 큰 선물인 신뢰를 얻기 위해서는, 먼저 신뢰를 쌓아야 한다 * 두쿠는 상자 테스트에서 살아남은 바운티 헌터들을 데리고 나부에 머물기로 한 의장을 납치할 계획을 세우고, 아나킨과 오비완은 각자의 자리에서 두쿠의 계획을 저지할 뿐만 아니라 두쿠를 생포하는데 총력을 기울인다.                                                                   |                             |               |             |           |
| 85 | 19 | 나이트시스터 제 2연작 Massacre (대 학살)                      | 스튜어트 리 | 케이트 루커스               | 2012.2.24.    | 미방영      | 4.11      |
| 85 | 19 | 나이트시스터 제 2연작 Massacre (대 학살)                      | 미래를 지니기 위해서는 과거를 놓아 주어야 한다 * 두쿠는 아사즈 벤트리스와 나이트 시스터들의 복수를 위하여 그리버스 장군과 드로이드 군단을 이용해 다쏘미르를 초토화 시킨다. |                             |               |             |           |
| 86 | 20 | 나이트시스터 제 2연작 Bounty (현상금)                         | 카일 던레비 | 케이트 루커스               | 2012.3.2.     | 미방영      | 4.12      |
| 86 | 20 | 나이트시스터 제 2연작 Bounty (현상금)                         | 생각하지 않고 행동하지 않는 자에게, 변화란 주어지지 않는다 * 고향과 자매들을 잃은 벤트리스는 새로운 일을 찾아 나서기 위해 타투인에 들렀다 감옥에서 탈출한 보바 펫 휘하의 바운티헌터 팀 동료를 홧김에 죽이게 되고, 이에 벤트리스는 그 동료의 대타로써 열차 강도들로부터 보물을 지키기 위한 임무에 투입되게 된다.                               |                             |               |             |           |
| 87 | 21 | 다스 몰 연작 Brothers (또 다른 형제)                          | 보스코 나그 | 케이트 루커스               | 2012.3.9.     | 미방영      | 4.13      |
| 87 | 21 | 다스 몰 연작 Brothers (또 다른 형제)                          | 적을 무너뜨린다면 그는 다시 일어날 것이나, 서로 화해한다면 그는 진정으로 정복될 것이다 * 새비지 오프레즈는 자신의 형제 다스 몰을 찾아 은하계를 뒤지고 다닌다. 하지만, 그가 쓰레기 하치장 행성에서 찾아낸 다스 몰은 그저 분노와 악에 사로잡힌 미치광이일 뿐이었다.                                                                             |                             |               |             |           |
| 88 | 22 | 다스 몰 연작 Revenge (복수)                                   | 브라이언 캘린 오코널 | 케이트 루커스               | 2012.3.16.    | 미방영      | 4.14      |
| 88 | 22 | 다스 몰 연작 Revenge (복수)                                   | 적군의 적은 친구이다 * 새비지 오프레즈와 다스 몰은 함께 원한관계인 오비완 케노비에게 복수하기 위해 동맹을 맺는다. 한편, 제다이 평의화는 다스 몰의 부활을 감지하고, 그를 제거하기 위한 임무에 오비완 케노비를 보낸다. |                             |               |             |           |

### 시즌 5 (2012–2013)
카툰 네트워크에서 방영된 마지막 시즌인 시즌 5는 토요일 아침 9:30 (미국 동부시 기준)이라는 파격적 시간으로 시간대를 옮겨 방영하기 시작하였다. 캐나다에서 전 시즌의 에피소드가 하루 먼저 방영하였다. 시즌 5의 첫 에피소드의 경우, DVD와 블루레이 출시에는 연대기적 순서에 따라 13화와 14화 사이에 수록되었다.
| №   | #  | 에피소드 제목                                                         | 감독 | 각본            | 최초 방영일          | 최초 방영일 | 제작 코드 |
| №   | #  | 에피소드 제목                                                         | 감독 | 각본            | 월드 프리미어        | 한국 방영   | 제작 코드 |
| --- | -- | --------------------------------------------------------------------- | --- | --------------- | -------------------- | ----------- | --------- |
| 101 | 1  | 다스 몰 연작 Revival (부흥)                                           | 스튜어드 리 | 크리스 콜린스   | 2012.9.28. (캐나다)  | 미방영      | 4.26      |
| 101 | 1  | 다스 몰 연작 Revival (부흥)                                           | 어떠한 특성의 강함은 물량공세를 이기지 못한다 * 오비완과 아디 길리아를 피해 도망친 새비지 오프레즈와 다스 몰은 제다이들과 공화국에 대한 반란에 대한 초석을 마련하고자 혼도의 부하들을 현혹하여 해적 세력을 그들 편으로 만들고자 노력한다. |                 |                      |             |           |
| 89  | 2  | 안도론 연작 A War on Two Fronts (두 전장, 한 싸움)                    | 데이브 필로니 | 크리스 콜린스   | 2012.10.5. (캐나다)  | 미방영      | 4.15      |
| 89  | 2  | 안도론 연작 A War on Two Fronts (두 전장, 한 싸움)                    | 공포는 온순한 무기이다 * 미나 본테리의 죽음 이후 던롭 왕을 내쫓고 분리주의 연합에 가입한 안도론에서 외로이 저항 싸움을 벌이고 있는 소규모 저항군은 제다이 평의회에 도움을 요청하고, 평의회는 오비완과 아나킨, 아소카를 비밀리에 급파해 각종 전투기술을 전수하도록 한다. 한편, 아소카는 이곳에서 저항군에 몸담고 있는 럭스 본테리와 다시 마주하게 된다.          |                 |                      |             |           |
| 90  | 3  | 안도론 연작 Front Runners (선두 주자)                                 | 스튜어드 리 | 크리스 콜린스   | 2012.10.12. (캐나다) | 미방영      | 4.16      |
| 90  | 3  | 안도론 연작 Front Runners (선두 주자)                                 | 무엇을 찾는다는 것은 어떤것의 존재 가능성을 믿는다는 것이다 * 아나킨과 오비완은 다른 임무를 위해 아소카를 남겨두고 코루스칸트로 돌아가고, 온데론의 저항군은 아소카의 도움 아래 수도 이지즈 내의 전기 공급시설을 파괴하여 드로이드들의 제 기능 발휘를 어렵게 하는 동시에 국민들에게 저항 의식을 심어주려 한다.                                                   |                 |                      |             |           |
| 91  | 4  | 안도론 연작 The Soft War (대중 사로잡기)                              | 카일 던레비 | 크리스 콜린스   | 2012.10.19. (캐나다) | 미방영      | 4.17      |
| 91  | 4  | 안도론 연작 The Soft War (대중 사로잡기)                              | 투쟁은 진실로 시작해서 진실로 끝난다 * 공격의 성공으로 규모가 불어난 저항군에 본보기를 보이기 위해 전임 왕 던롭을 처형시키려고 한다는 계획을 전해듣자, 저항군의 2인자이자 리더 스틸라의 오빠인 소우는 독단적으로 던롭을 구하기 위해 왕궁으로 잠입하려다 붙잡히게 되고, 저항군은 혼란에 빠진다.                                                                  |                 |                      |             |           |
| 92  | 5  | 안도론 연작 Tipping Points (일촉 즉발)                                | 보스코 나그 | 크리스 콜린스   | 2012.10.26. (캐나다) | 미방영      | 4.18      |
| 92  | 5  | 안도론 연작 Tipping Points (일촉 즉발)                                | 불복종은 변화를 촉발한다 * 던롭 왕을 무사히 구해낸 저항군은 왕실 친위대와 함께 온데론을 분리파의 손에서 구해내기 위해 온데론의 후방에서 드로이드들과 마지막 격전을 벌이게 되지만, 수세에 몰리자 다시 한번 제다이들에게 도움을 요청하게 된다. |                 |                      |             |           |
| 93  | 6  | 영링 연작 The Gathering (수집 임무)                                   | 카일 던레비 | 크리스천 테일러 | 2012.11.2. (캐나다)  | 미방영      | 4.22      |
| 93  | 6  | 영링 연작 The Gathering (수집 임무)                                   | 스스로를 대면하는 자는 스스로를 찾을 것이다 * 아소카는 새로이 '수집 임무'를 시작하게 된 영링들을 일룸으로 호위하는 임무를 맡는다. 그곳에서 이미 기다리고 있던 요다의 가르침에 따라 영링들은 '수집 임무'를 시작하게 되지만, 영링들에게는 '수집 임무' 이상의 시험이 그들을 기다리고 있다.                                                                         |                 |                      |             |           |
| 94  | 7  | 영링 연작 A Test of Strength (도전 받는 용기)                         | 보스코 나그 | 크리스천 테일러 | 2012.11.9. (캐나다)  | 미방영      | 4.23      |
| 94  | 7  | 영링 연작 A Test of Strength (도전 받는 용기)                         | 젊음은 종종 과소 평가된다 * 일룸에서의 '수집 임무'를 마치고 돌아가는 비행선에서 드로이드 교수인 휴앵에게 광선검 제작에 대한 가르침을 받던 도중, 카이버 크리스탈을 노리는 혼도 오나카 함대의 공격을 받는다. |                 |                      |             |           |
| 95  | 8  | 영링 연작 Bound for Rescue (구조 특공대)                              | 브라이언 캘린 오코널 | 크리스천 테일러 | 2012.11.16. (캐나다) | 미방영      | 4.24      |
| 95  | 8  | 영링 연작 Bound for Rescue (구조 특공대)                              | 누군가를 구하는 것은 우리 자신도 구하는 것이다 * 혼도의 손에서 영링들을 구하는 과정에서 아소카가 혼도의 함선으로 잡혀가게 되고, 이에 영링들은 근처의 오비완에게 구조요청을 하지만 그리버스의 대규모 공격으로 인해 이들을 지원하러 오기 힘들어지게 된다. 결국 기다리던 영링들은 아소카를 직접 구하기 위해 플로럼으로 날아간다.                                   |                 |                      |             |           |
| 96  | 9  | 영링 연작 A Necessary Bond (불가피한 연대)                            | 대니 캘러 | 크리스천 테일러 | 2012.11.23. (캐나다) | 미방영      | 4.25      |
| 96  | 9  | 영링 연작 A Necessary Bond (불가피한 연대)                            | 적을 고를 때는 신중하게 골라라. 그들이 너의 마지막 희망일 수도 있다 * 아소카를 구조하여 탈출하던 과정에서 함선은 박살이 나고, 아소카와 영링들은 다시 해적들에게 잡히게 된다. 하지만, 혼도의 기지로 돌아왔을 때 이들이 목도한것은 그리버스를 위시한 두쿠의 플로럼 점령 총 공세였다.                                                                              |                 |                      |             |           |
| 97  | 10 | 드로이드 특공대 연작 Secret Weapons (비밀 병기)                       | 대니 캘러 | 브렌트 프리드먼 | 2012.11.30. (캐나다) | 미방영      | 5.04      |
| 97  | 10 | 드로이드 특공대 연작 Secret Weapons (비밀 병기)                       | 겸손은 모욕에 대한 유일한 방어책이다 * 공화국은 분리주의 군대의 비밀 송신문을 잡아냈지만, 새로운 암호로 코딩되어있던 송신문을 해독할 수는 없었다. 이를 위해 R2를 포함한 제다이 개인 소유의 드로이드들과 WAC 드로이드를 전략전문가인 코넬 개스콘 대령과 함께 적진에 침투시켜 암호화 장비인 데이터 칩을 탈취하는 임무를 맡긴다.                                   |                 |                      |             |           |
| 98  | 11 | 드로이드 특공대 연작 A Sunny Day in the Void (보이드에서의 어느 날)   | 카일 던레비 | 브렌트 프리드먼 | 2012.12.7. (캐나다)  | 미방영      | 5.05      |
| 98  | 11 | 드로이드 특공대 연작 A Sunny Day in the Void (보이드에서의 어느 날)   | 진정한 영웅은 희망이 없을 때 희망을 주는 사람이다 * 탈취 임무는 성공했으나, 돌아오는 도중 유성우를 만난 이들은 배에 큰 손상을 입게 되고, 결국 버려진 행성 아바파의 '보이드'라는 황무지에 불시착하게 된다. |                 |                      |             |           |
| 99  | 12 | 드로이드 특공대 연작 Missing in Action (실종자)                       | 스튜어드 리 | 브렌트 프리드먼 | 2013.1.4. (캐나다)   | 미방영      | 5.06      |
| 99  | 12 | 드로이드 특공대 연작 Missing in Action (실종자)                       | 군인이 가진 강력한 무기는 용기이다 * 황무지에서 탈출한 이들은 마을에서 행성을 떠날 배를 찾던 중 분리주의 군이 공화국 군을 전멸시킬 계획을 꾸미고 있다는 사실과, 과거에 전투중 실종되었던 클론 코만도 한명이 기억을 잃은 채 마을 식당에서 설겆이를 하고 있다는 사실을 알게 된다.                                                                                 |                 |                      |             |           |
| 100 | 13 | 드로이드 특공대 연작 Point of No Return (돌아갈 수 없는 곳)           | 보스코 나그 | 브렌트 프리드먼 | 2013.1.11. (캐나다)  | 미방영      | 5.07      |
| 100 | 13 | 드로이드 특공대 연작 Point of No Return (돌아갈 수 없는 곳)           | 누군가를 신뢰하지 않는다면 성공이란 결코 불가능하다 * 행성을 탈출해 행성 궤도에 정박중이던 공화국 순양함에 도착하지만, 그 순양함은 폭탄을 가득 싣고 제다이와 공화국 주요 인사들이 모두 모여있는곳으로 돌진할 자폭함선이었다. |                 |                      |             |           |
| 102 | 14 | 몰 & 데스 와치 연작 Eminence (주종관계)                               | 카일 던레비 | 크리스 콜린스   | 2013.1.18. (캐나다)  | 미방영      | 5.01      |
| 102 | 14 | 몰 & 데스 와치 연작 Eminence (주종관계)                               | 하나의 근거없는 예측은 많은 해석을 낳는다 * 플로럼에서 가까스로 탈출한 그들은 데스 와치의 프리 비즐라에 의해 구조되고, 이들의 공통분모가 오비완에 대한 적개심에 있음을 확인한 그들은 서로 다른 목적을 따로 숨겨둔 채 동맹을 맺는다. |                 |                      |             |           |
| 103 | 15 | 몰 & 데스 와치 연작 Shades of Reason (진정한 이유)                    | 보스코 나그 | 크리스 콜린스   | 2013.1.25. (캐나다)  | 미방영      | 5.02      |
| 103 | 15 | 몰 & 데스 와치 연작 Shades of Reason (진정한 이유)                    | 동맹은 숨겨진 의도를 바라보지 못하게 한다 * 몰과 사바지, 데스와치는 블랙 썬, 파이크, 헛 카르텔과 같은 많은 범죄조직들과의 연합을 통해 만달로어의 권력을 다시 장악하게 되지만, 몰과 사바지의 진정한 계획은 이제 부터가 시작이었다. |                 |                      |             |           |
| 104 | 16 | 몰 & 데스와치 연작 The Lawless (무법자)                               | 브라이언 캘린 오코널 | 크리스 콜린스   | 2013.2.1. (캐나다)   | 미방영      | 5.03      |
| 104 | 16 | 몰 & 데스와치 연작 The Lawless (무법자)                               | 도덕성은 악당으로부터 영웅을 가려내는 척도이다 * 몰과 사바지에 의해 새로이 장악된 데스와치는 몰을 따르는 집단과 그렇지 않은 집단 두 파벌간의 내전으로 번지고, 감옥에 갇혀있던 새틴은 탈출해 오비완에게 도움을 요청한다. 하지만 요청을 받은 제다이 평의회와 의회는 만달로어에 대한 개입을 거부하고, 오비완은 홀로 땅거미호를 타고 만달로어로 향한다.             |                 |                      |             |           |
| 105 | 17 | 아소카의 운명 연작 Sabotage (테러 공작)                               | 브라이언 캘린 오코널 | 찰스 머리       | 2013.2.8. (캐나다)   | 미방영      | 5.8       |
| 105 | 17 | 아소카의 운명 연작 Sabotage (테러 공작)                               | 때로는 작은 의심의 여지가 가장 큰 믿음을 흔들 수 있다 * 제다이 템플에 일어난 의문의 폭발 사고로 많은 제다이와 사람들이 죽게 되고, 이에 평의회는 아소카와 아나킨을 급히 템플로 불러 사건의 배후를 조사하는 임무에 투입시킨다. |                 |                      |             |           |
| 106 | 18 | 아소카의 운명 연작 The Jedi Who Knew Too Much (너무 많이 알아버린...) | 대니 캘러 | 찰스 머리       | 2013.2.15. (캐나다)  | 미방영      | 5.9       |
| 106 | 18 | 아소카의 운명 연작 The Jedi Who Knew Too Much (너무 많이 알아버린...) | 용기는 자신을 신뢰하는 것으로 시작한다 * 사건의 용의자는 잡았지만 무언가 미심쩍다 여긴 아소카는 공화국의 감옥게 갖힌 용의자를 심문하게 되고, 그 와중에 알 수 없는 힘에 의해 용의자가 살해 당하게 된다. 아소카는 살해 누명을 뒤집어 쓰고 공화국군에 쫓겨다니게 되고, 아나킨은 그녀를 설득하기 위해 그녀를 뒤쫓는다.                                              |                 |                      |             |           |
| 107 | 19 | 아소카의 운명 연작 To Catch a Jedi (제다이 체포작전)                  | 카일 던레비 | 찰스 머리       | 2012.2.22. (캐나다)  | 미방영      | 5.10      |
| 107 | 19 | 아소카의 운명 연작 To Catch a Jedi (제다이 체포작전)                  | 무 가치함을 신뢰할 정도로 절망적이 되지는 마라 * 아소카는 자신의 결백을 주장할 증거자료를 모으기 위해 지하 무법지대에서 동분서주하던 도중 아사즈 벤트리스와 맞닿뜨리게 된다. 아사즈는 아소카의 제안을 받아들여 함께 폭파에 이용된 나노 드로이드들이 보관된 창고로 데려다 주지만, 홀로 남겨진 아소카는 그곳에서 알 수 없는 정체불명의 인물에 의해 공격을 받는다. |                 |                      |             |           |
| 108 | 20 | 아소카의 운명 연작 The Wrong Jedi (잘못을 저지른 제다이)              | 데이브 필로니 | 찰스 머리       | 2012.3.1. (캐나다)   | 미방영      | 5.11      |
| 108 | 20 | 아소카의 운명 연작 The Wrong Jedi (잘못을 저지른 제다이)              | 아무리 어떤 상황이 어둡게만 보일 지라도, 결코 희망을 버리지 마라 * 결국 붙잡혀 파다완 직책을 박탈당한 채 공화국 재판에 선 아소카의 무죄를 증명하기 위해 아나킨은 그녀가 만났던 모든 사람들을 만나게 되고, 그중에서 의외의 인물에게서 혐의점이 발견되게 된다. |                 |                      |             |           |

### 시즌 6: 잃어버린 미션들 The Lost Missions (2014)
시즌 6는 독일에서 연작별로 묶어 선 방영되었으며, 미국에서는 2014년 3월 7일에 넷플릭스를 통해 동시 공개되었다.
| №   | #  | 에피소드 제목                                      | 감독 | 각본                | 최초 방영일       | 최초 방영일 | 제작 코드 |
| №   | #  | 에피소드 제목                                      | 감독 | 각본                | 월드 프리미어     | 한국 방영   | 제작 코드 |
| --- | -- | -------------------------------------------------- | --- | ------------------- | ----------------- | ----------- | --------- |
| 109 | 1  | 오더 66 연작 The Unknown (의문의 사고)             | 보스코 나그 | 케이트 루커스       | 2013.2.15. (독일) | 미방영      | 5.12      |
| 109 | 1  | 오더 66 연작 The Unknown (의문의 사고)             | 자신에 대한 진실을 받아들이는 것은 항상 어렵다 * 링고 빈다의 원형 우주정거장에서 분리파를 몰아내던 아나킨과 501연대는 아크트루퍼 텁의 갑작스런 제다이 살해로 인해 공격을 멈추게 되고, 이 문제의 원인을 알아보기 위해 텁을 카미노로 보내기로 결정한다.                                                                                                 |                     |                   |             |           |
| 110 | 2  | 오더 66 연작 Conspiracy (음모)                     | 브라이언 캘린 오코널 | 케이트 루커스       | 2013.2.15. (독일) | 미방영      | 5.13      |
| 110 | 2  | 오더 66 연작 Conspiracy (음모)                     | 두 번째 의견에서 더 좋은 지혜가 나온다 * 카미노에 도착한 텁을 분석해본 결과 클론들에게 주입된 오더 66과 관련된 DNA가 문제가 있었음을 알게 된 카미노인 날라 새는 카미노에 상주하던 샤크 티 몰래 이 증거와 함께 텁을 제거하려고 하지만, 텁과 오랜 시간을 함께 보낸 파이브스는 이 사실을 알고 의료 드로이드와 함께 비밀을 파헤치기 위한 작전을 시작한다. |                     |                   |             |           |
| 111 | 3  | 오더 66 연작 Fugitive (도망자)                     | 대니 캘러 | 케이트 루커스       | 2013.2.15. (독일) | 미방영      | 5.14      |
| 111 | 3  | 오더 66 연작 Fugitive (도망자)                     | 의심이 있다면, 자료에 접근 해 보아라 * 두뇌 스캔 결과를 가지고도 샤크 티와 날라 새가 그를 믿지 않자, 파이브스는 직접 그 사실을 증명하기 위해 탈출하여 카미노 이곳 저곳을 누빈다. |                     |                   |             |           |
| 112 | 4  | 오더 66 연작 Orders (명령)                         | 카일 던레비 | 케이트 루커스       | 2013.2.15. (독일) | 미방영      | 5.15      |
| 112 | 4  | 오더 66 연작 Orders (명령)                         | 대중적인 믿음이 항상 옳은 것만은 아니다 * 코루스칸트의 의장에게 직접 문제를 설명하게 된 파이브스는 의장에게 죽임을 당할 위기에 놓이고, 이에 도망친 파이브스는 마지막으로 자신이 상관으로 모셨던 아나킨에게 이 모든것을 털어놓으려 한다. |                     |                   |             |           |
| 113 | 5  | 클로비스 연작 An Old Friend (오래된 친구)          | 브라이언 캘린 오코널 | 크리스천 테일러     | 2014.2.22. (독일) | 미방영      | 4.19      |
| 113 | 5  | 클로비스 연작 An Old Friend (오래된 친구)          | 사랑, 그것은 신뢰이며 믿음이다 * 스키피오 행성으로 금융조합의 재정 송금임무를 감독하고자 온 파드메는 러쉬 클로비스로부터 금융조합의 부패에 대해서 듣게 된다. 클로비스의 전과 때문에 파드메는 그 말을 믿지 않으려 하지만, 결국 그를 도와 금융조합의 뒤를 캐기 시작한다.                                                                                |                     |                   |             |           |
| 114 | 6  | 클로비스 연작 The Rise of Clovis (클로비스의 계획) | 대니 캘러 | 크리스천 테일러     | 2014.2.22. (독일) | 미방영      | 4.20      |
| 114 | 6  | 클로비스 연작 The Rise of Clovis (클로비스의 계획) | 탐욕은 혼돈으로 가는 지름길이다 * 파드메의 도움으로 코루스칸트의 공화국 의회에서 클로비스는 금융 조합의 부패에 대해 연설하게 되고, 그 결과로 5인 평의회는 해산되고 자신이 금융조합의 총수로 취임하게 된다. 한편, 아나킨은 클로비스와 파드메의 관계가 못마땅한 나머지 그를 때려 죽일뻔 하게 되고, 놀란 파드메는 그에게 별거를 주문한다.                |                     |                   |             |           |
| 115 | 7  | 클로비스 연작 Crisis at the Heart (중대 위기)      | 스튜어드 리 | 크리스천 테일러     | 2014.2.22. (독일) | 미방영      | 4.21      |
| 115 | 7  | 클로비스 연작 Crisis at the Heart (중대 위기)      | 기만은 탐욕의 무기이다 * 금융 조합의 총수가 된 클로비스는 두쿠와의 비밀 계약 불이행을 선언하고, 두쿠는 이에 분리주의 군대를 보내어 은행을 장악한다. 이에 공화국 의회는 스키피오에 전쟁을 선포하고, 아나킨을 중심으로한 공화국 공격전대를 파견한다. |                     |                   |             |           |
| 116 | 8  | 바도타 연작 The Disappeared, Part I (실종 (1부))   | 스튜어드 리 | Jonathan W. Rinzler | 2014.3.1. (독일)  | 미방영      | 5.16      |
| 116 | 8  | 바도타 연작 The Disappeared, Part I (실종 (1부))   | 어둠이 없으면 빛이 될 수 없다 * 바도타의 고대 예언자들이 하나씩 사라지자, 줄리아 여왕은 공화국 의회에 자자 빙크스를 보내 사건을 해결해 줄것을 요청한다. 자자를 신뢰하지 못하는 의회와 제다이 평의회는 윈두를 함께 바도타로 보내고, 그 둘은 그곳에서 무시무시한 계획이 진행되고 있음을 알게된다.                                                       |                     |                   |             |           |
| 117 | 9  | 바도타 연작 The Disappeared, Part II (실종 (2부))  | 보스코 나그 | Jonathan W. Rinzler | 2014.3.1. (독일)  | 미방영      | 5.17      |
| 117 | 9  | 바도타 연작 The Disappeared, Part II (실종 (2부))  | 지혜는 현명한 사람 뿐만 아니라 바보에게도 주어진다 * 자자와 윈두는 의문의 집단에게 납치된 여왕을 구하여 악의 예언이 실현되는 것을 막기 위해 그들을 쫓아 바도타의 달로 향한다. 그 과정에서 이 일에 나이트시스터 마더 탈진이 개입되어 있음을 알게 된다.                                                                                                 |                     |                   |             |           |
| 118 | 10 | 요다의 수련 연작 The Lost One (잃어버린 조각)      | 브라이언 캘린 오코널 | 크리스천 테일러     | 2014.3.1. (독일)  | 미방영      | 5.18      |
| 118 | 10 | 요다의 수련 연작 The Lost One (잃어버린 조각)      | 잃어 버린 어떤 것은 종종 다시 발견된다 * 전쟁 발발 10년 전에 사망한 클론군대의 주문자 사이포 디아스의 흔적을 플로 쿤에 의해 발견하게 되자, 요다는 아나킨과 오비완에게 그의 죽음에 대한 재조사를 요청하게 된다. 이 사실을 알게 된 시디어스는 마지막 남은 흔적을 제거하도록 두쿠를 파견한다.                                                            |                     |                   |             |           |
| 119 | 11 | 요다의 수련 연작 Voices (목소리)                   | 대니 캘러 | 크리스천 테일러     | 2014.3.1. (독일)  | 미방영      | 5.19      |
| 119 | 11 | 요다의 수련 연작 Voices (목소리)                   | 광기는 때때로 진실로 가는 길이 될 수 있다 * 사이포 디아스의 죽음을 밝힐 길이 없어진 요다는 깊은 명상을 통해 이를 알아보고자 하고, 이 과정에서 콰이곤의 목소리를 듣는다. 의심하던 그는 결국 콰이곤의 조언에 따라 죽음 이후의 포스에 대해 배우기 위해 데고바로 향하게 된다.                                                                             |                     |                   |             |           |
| 120 | 12 | 요다의 수련 연작 Destiny (운명)                    | 카일 던레비 | 크리스천 테일러     | 2014.3.7.         | 미방영      | 5.20      |
| 120 | 12 | 요다의 수련 연작 Destiny (운명)                    | 죽음은 시작에 불과하다 * 데고바에서의 시험을 마치고 두번째로 찾아간 곳은 리빙 포스가 강력한 어떤 이름 없는 행성이었다. 그곳에서는 다섯가지 감정을 상징하는 인도자들이 요다를 기다리고 있었다. 그 인도자들은 요다 내면의 어두운 면을 대면하도록 시험한다.                                                                                              |                     |                   |             |           |
| 121 | 13 | 요다의 수련 연작 Sacrifice (희생)                  | 스튜어드 리 | 크리스천 테일러     | 2014.3.7.         | 미방영      | 5.21      |
| 121 | 13 | 요다의 수련 연작 Sacrifice (희생)                  | 당신이 두려워하는 모든 두려움을 직면한다면 스스로로부터 해방 될 것이다 * 두번째 시험도 통과한 그는 과거에 '코리반'으로 불리던 시스의 고향 행성 모라밴드로 향하고, 그곳에서 '현존하고 있는 시스 군주' 와 대면하게 된다. |                     |                   |             |           |

## 클론 전쟁 레거시
시즌 6 방영 종료 이전부터 제작되고 있다가 취소된 일부 에피소드 중 스토리 완결에 핵심적인 일부 에피소드를 다양한 방식으로 소개하고 있는 프로젝트로써, 비록 영상화가 제대로 이뤄진것은 아니나 기존 영상화 스토리에서 이어지는 메인스트림으로 간주하여 레전드 설정이 아닌 캐논 설정으로 취급되고 있다.

### 스토리 릴
- 우타파우의 크리스탈 위기 Crystal Crisis on Utapau | 2014.09.25.

4개의 에피소드로 구성. 우타파우에서 옛 마스터의 죽음을 조사하던 아나킨과 오비완이 분리주의자들의 비밀병기를 접하고 벌어지는 일을 다룬 이야기. 공식홈을 통해 공개. 대니얼 아킨 각본.
- 배드 배치 The Bad Batch | 2015.04.29.

4개의 에피소드로 구성. 렉스와 코디가 트렌치 장군을 막기 위해 엘리트 분대인 '클론 포스 99', 속칭 '배드 빗치'와 함께 작전을 수행하면서 벌어지는 일들을 다룬 이야기. 에너하임에서 열렸던 스타워즈 셀러브레이션 2015에서 선공개. 브렌트 프리드만 각본.

### 코믹스
- 다스 몰: 다소미르의 아들 Darth Maul — Son of Dathomir | 2014.05.21. - 08.20.

에피소드 4개 분량의 작품. 전 4권. 만달로리안에서 시디어스에게 버림받았던 시즌 5의 에피소드에서 이어지는 이야기. 다크호스 명의의 마지막 코믹스. 제레미 바로우 작품.

### 소설
- 어둠의 제자 Dark Disciple | 2015.07.07.

에피소드 8개 분량의 작품. 전 1권. 바운티 헌터가 된 아사즈 벤트리스가 퀸란 보스의 사주로 두쿠 제거에 나선다. 델레이 출간. 크리스티 골든 작품.